# Stadtkirche Werdau

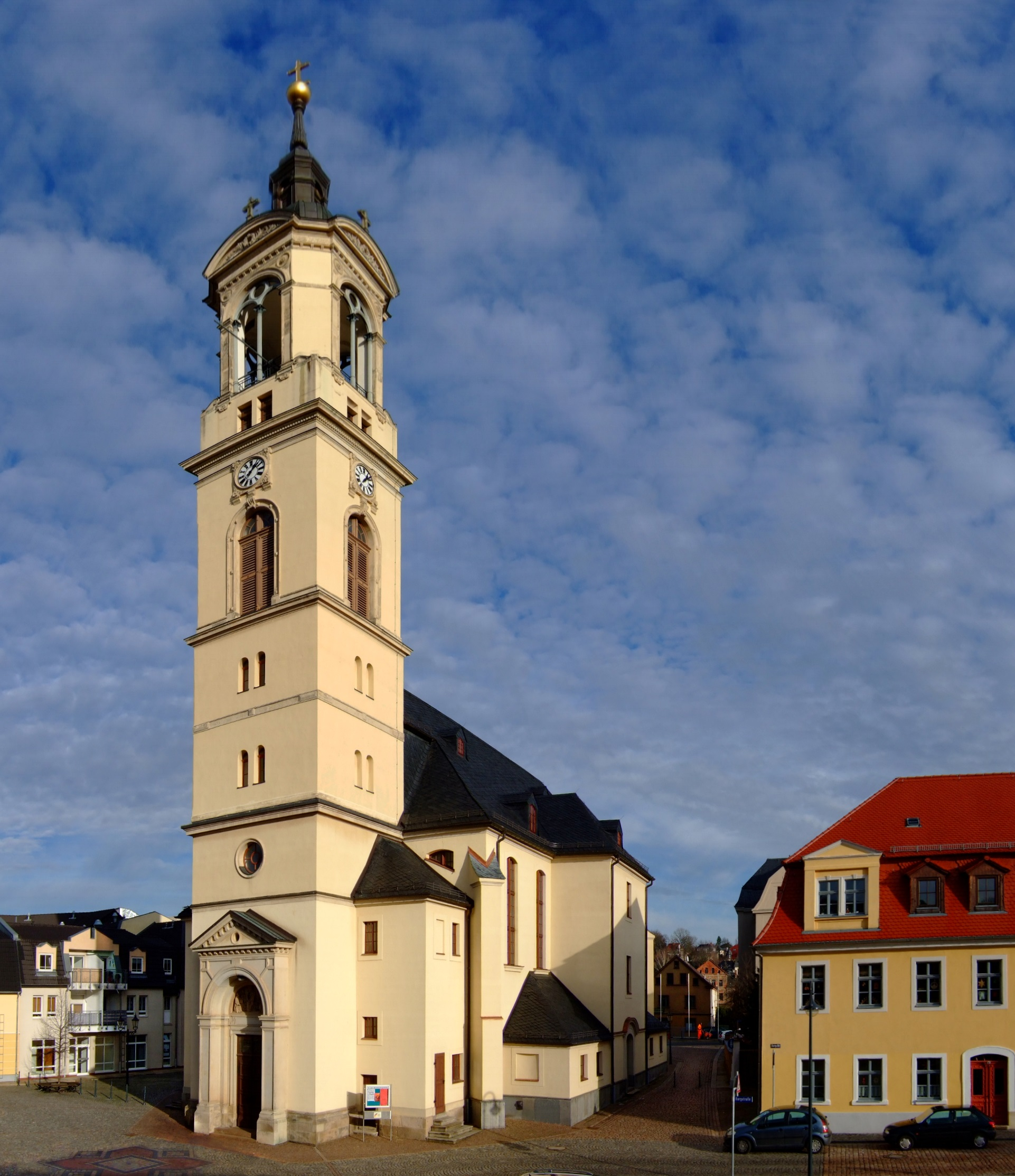
Marienkirche Werdau

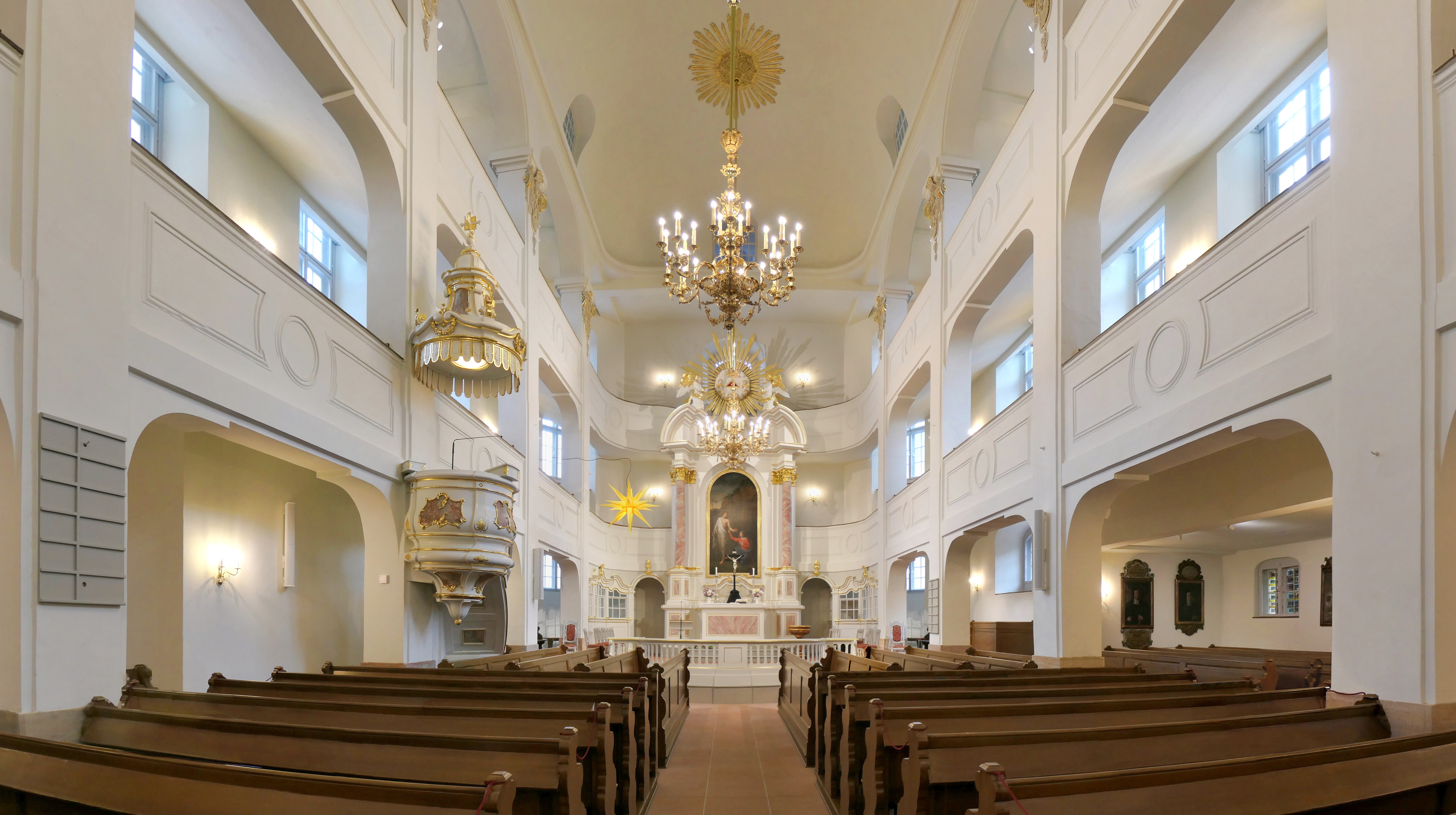
Altarraum

Die evangelische Stadtkirche (auch: St. Marien) ist eine barocke Saalkirche in Werdau im sächsischen Landkreis Zwickau. Sie gehört zur Kirchengemeinde Werdau im Kirchenbezirk Zwickau der Evangelisch-Lutherischen Landeskirche Sachsens.

## Geschichte und Architektur
Die heutige Kirche ersetzte eine ursprünglich als Schlosskapelle erbaute Kirche, die erstmals 1363 erwähnt und beim Stadtbrand 1756 weitgehend zerstört wurde. Sie wurde nach den Plänen von Samuel Locke in den Jahren 1760 bis 1764 neu erbaut. 1762 stürzte der nördlich gelegene Turm eines Vorgängerbauwerks ein und wurde durch einen Neubau an der Westseite ersetzt. In den Jahren 1863 bis 1869 wurde der Turm nochmals erneuert, weitere Erneuerungen am Bauwerk erfolgten 1887 und 1903, die letztere durch Theodor Quentin. Innenrestaurierungen wurden 1937 und 1976 bis 1980 vorgenommen, eine Außenrestaurierung 1994 bis 1996.
Das Bauwerk ist ein äußerlich schlichter Putzbau mit dreiseitigem Ostschluss, der durch Strebepfeiler gegliedert ist. An der Nord- und an der Südseite sind Risalite für Treppenhäuser vorgelagert, der geschwungene östliche Treppenhausbau ist neubarock. Der Westturm ist über quadratischem Grundriss erbaut, durch Neurenaissanceformen gekennzeichnet und wird durch ein oktogonales Glockengeschoss mit geschweifter Haube und Laterne abgeschlossen. Das Westportal mit Dreiecksgiebel und einem gotisierenden Tympanonrelief mit einer Maiestas-Domini-Darstellung und Evangelisten wurde 1888 von Leo Müsch geschaffen. Das Bauwerk wird durch Flachbogenfenster erhellt.
Das Innere ist in strengen spätbarocken Formen gestaltet. Das von zwölf quadratischen Pfeilern getragene, ursprünglich mit Rokoko-Ornamenten bemalte Muldengewölbe schließt den langgestreckten Saal mit umlaufenden Emporen ab. An den Pfeilern sind Engelskopf-Kapitelle mit Rocailleschmuck von Andreas Vogel aus dem Jahr 1764 angebracht. Die Emporenbrüstungen mit Feldern waren ehemals mit Bandwerk bemalt, im Osten sind verglaste Logen angeordnet. Im östlichen Treppenaufgang ist ein großes kursächsisches Stuckwappen angebracht, das vermutlich von der Brüstung der Orgelempore stammt.
Die letzte Restaurierung fand nach fast 2 Jahren Sanierungsdauer mit einem Festgottesdienst am 12. September 2021 ihren Abschluss. Erneuert wurden Elektroanlage, Heizung und Lüftung; der Fußboden und die Kirchenbänke wurden überarbeitet. Weiterhin wurden Kronleuchter, Altar und Orgel saniert und schließlich die Farbgebung denkmalschutzgerecht wiederhergestellt.

## Ausstattung

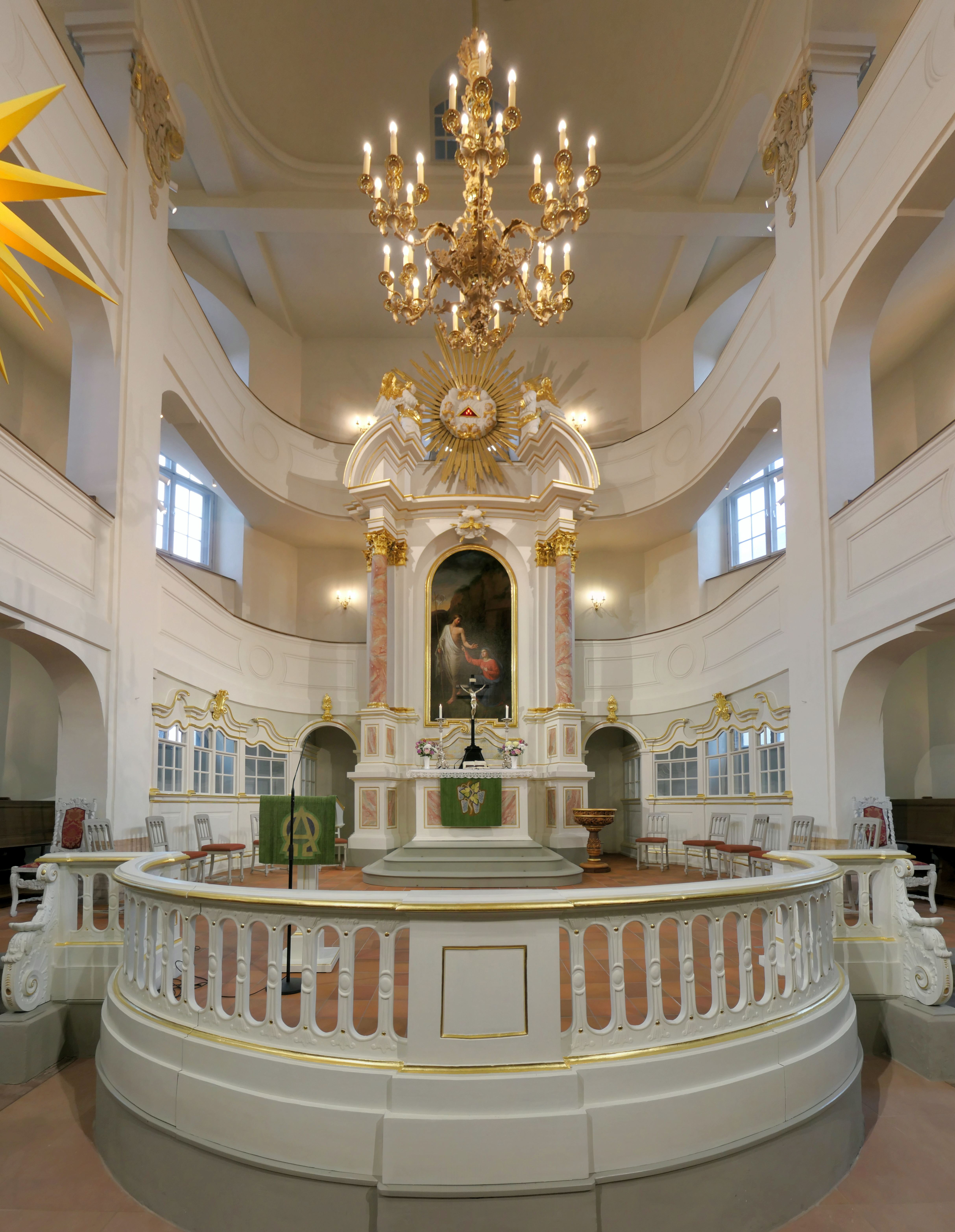
Altar

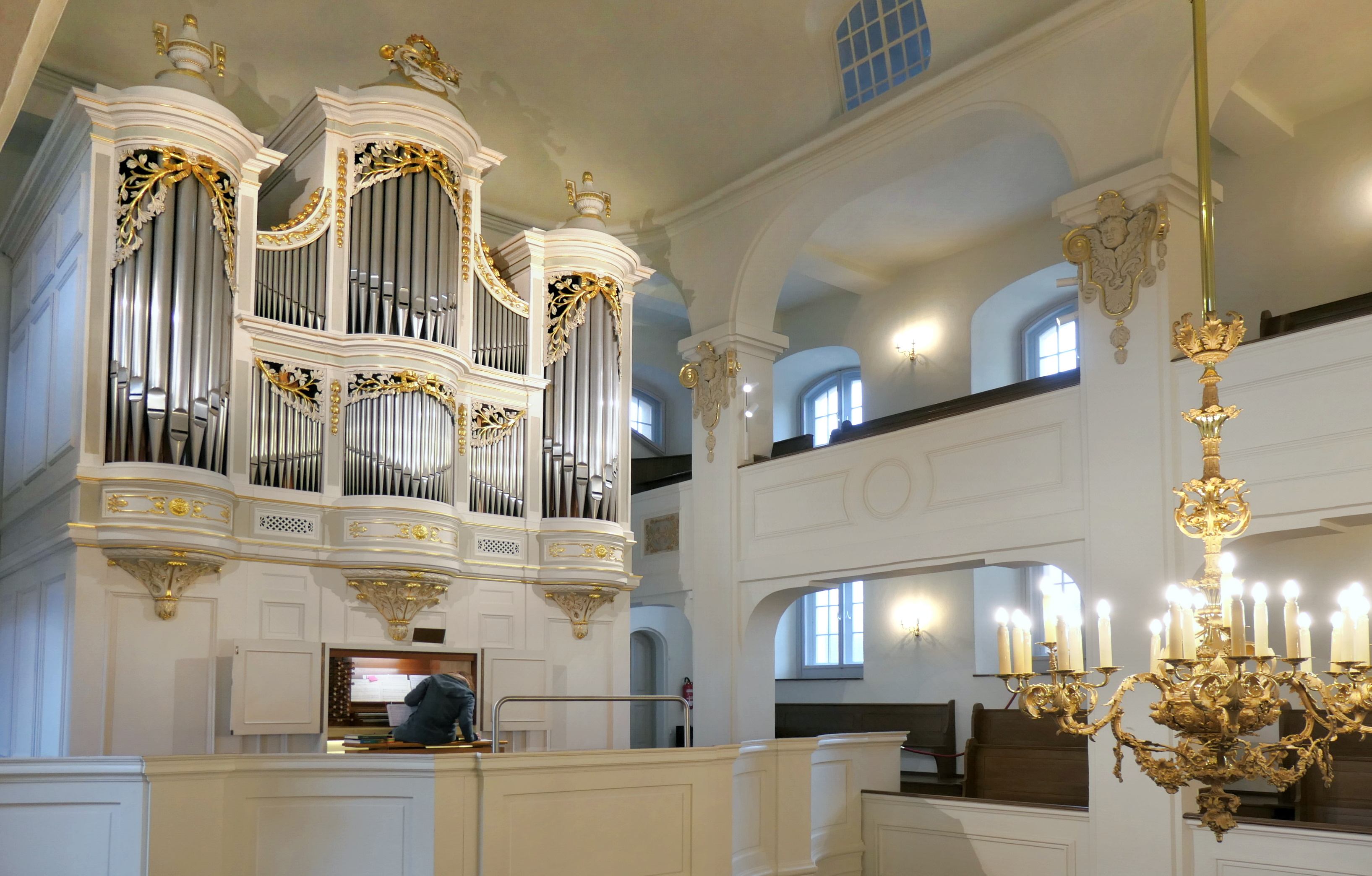
Orgel

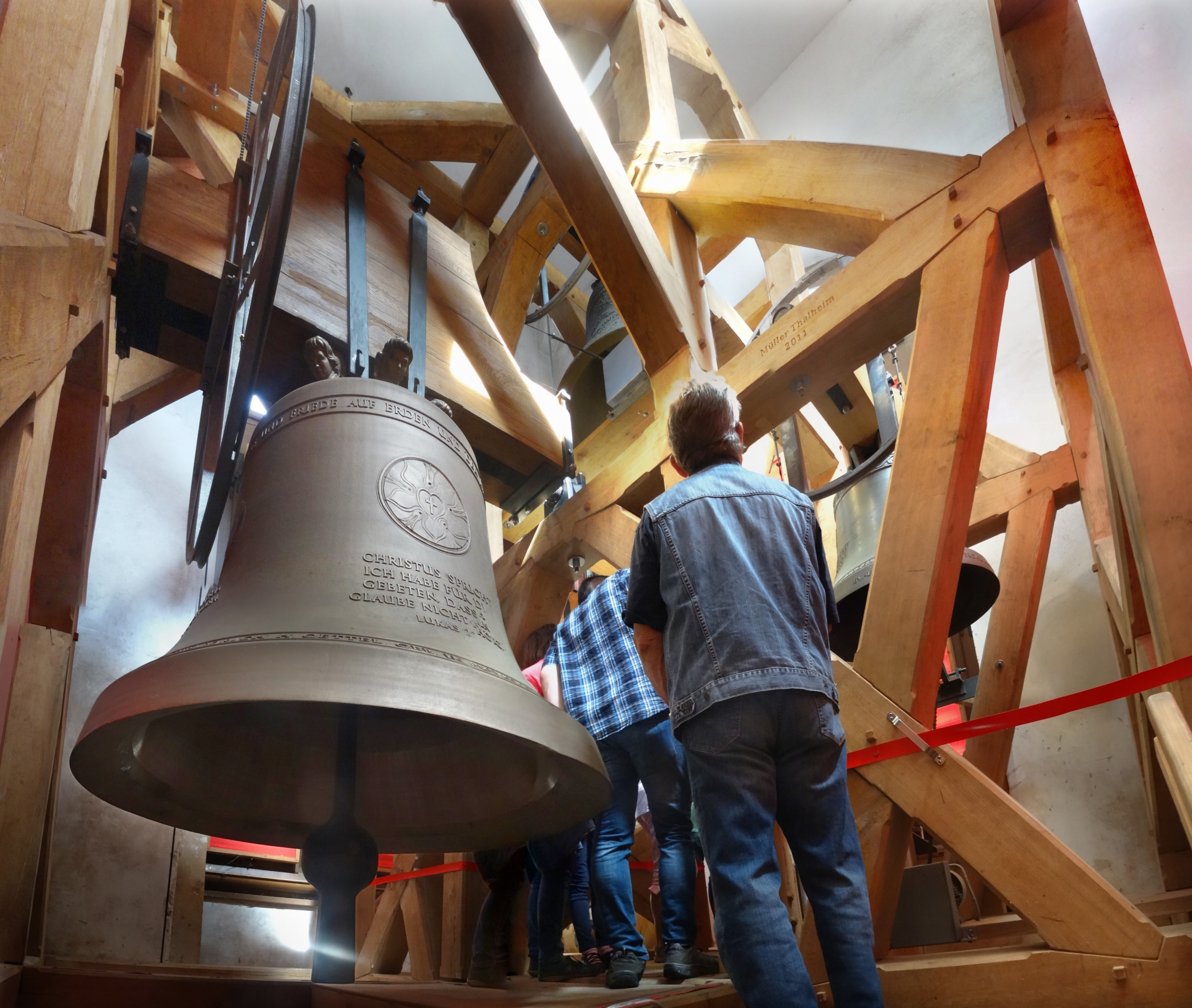
Glockenstuhl, Marienkirche Werdau

Der Altar zeigt die Form einer großen Säulenädikula über einem leicht konvexen Grundriss, im gesprengten Giebel sind kniende Engel mit Trinitätssymbol in einer Strahlengloriole angeordnet. Das Altargemälde mit einer Noli-me-tangere-Darstellung von Christian Ferdinand Hartmann stammt aus dem Jahr 1812. Die Kanzel mit einem geschwungenen Schalldeckel zeigt am gebauchten Korb Rokokokartuschen. Der hölzerne Taufständer in Jugendstilformen wurde 1902 geschaffen. Drei Pfarrerbildnisse stammen aus dem letzten Viertel des 18. Jahrhunderts.
Die Orgel ist ein Werk von Jehmlich Orgelbau aus dem Jahr 1984/1985 im dreitürmigen, frühklassizistischen Gehäuse einer Orgel von Johann Gottlob Trampeli aus dem Jahr 1800/1801.

## Geläut
Das Geläut besteht aus vier Bronzeglocken, im Geläut befinden sich eine historische Bronzeglocke. Der Glockenstuhl ist seit 2012 aus Eichenholz gefertigt, wie auch die Glockenjoche aus Eichenholz bestehen.
Im Folgenden eine Datenübersicht des Geläutes:
| Nr. | Gussdatum | Gießer                                | Material | Durchmesser | Masse   | Schlagton |
| --- | --------- | ------------------------------------- | -------- | ----------- | ------- | --------- |
| 1   | 2012      | Glockengießerei P. Grassmayr          | Bronze   | 1618 mm     | 2662 kg | h°+4      |
| 2   | 1863      | Glockengießerei Johann Gotthelf Große | Bronze   | 1095 mm     | 679 kg  | fis′+2    |
| 3   | 2011      | Glockengießerei Lauchhammer           | Bronze   | 913 mm      | 476 kg  | a′+5      |
| 4   | 2011      | Glockengießerei Lauchhammer           | Bronze   | 802 mm      | 330 kg  | h′+5      |